# Ascogaster flavomaculata
Ascogaster flavomaculata är en stekelart som beskrevs av Vladimir Ivanovich Tobias 1986. Ascogaster flavomaculata ingår i släktet Ascogaster och familjen bracksteklar. Inga underarter finns listade.